# Quartet
Quartet – szósty album długogrający brytyjskiego zespołu rockowego Ultravox, trzeci z udziałem wokalisty Midge'a Ure'a.

## Lista utworów
1. "Reap the Wild Wind" – 3:49
2. "Serenade" – 5:05
3. "Mine for Life" – 4:44
4. "Hymn" – 5:46
5. "Visions in Blue" – 4:38
6. "When the Scream Subsides" – 4:17
7. "We Came to Dance" – 4:14
8. "Cut and Run" – 4:18
9. "The Song" (We Go) – 3:56